# Seth M. Gates

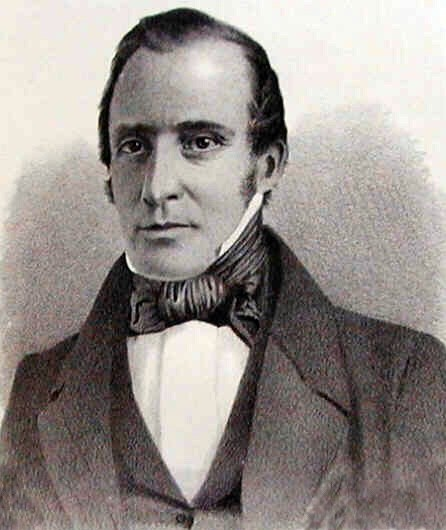
Seth M. Gates

Seth Merrill Gates (* 10. Oktober 1800 in Winfield, Herkimer County, New York; † 24. August 1877 in Warsaw, New York) war ein US-amerikanischer Politiker. Zwischen 1839 und 1843 vertrat er den Bundesstaat New York im US-Repräsentantenhaus.

## Werdegang
Im Jahr 1806 zog Seth Gates mit seinen Eltern nach Sheldon im Wyoming County, wo er die öffentlichen Schulen besuchte. Danach absolvierte er die Middleburg Academy in der Stadt Wyoming. Um das Jahr 1825 war er Schulrat für die öffentlichen Schulen in Le Roy. Dort war er auch stellvertretender Sheriff. Nach einem Jurastudium und seiner 1827 erfolgten Zulassung als Rechtsanwalt begann er in Le Roy in diesem Beruf zu arbeiten. Im Jahr 1830 war er dort auch Ortsvorsteher (Supervisor); 1832 saß er in der New York State Assembly. Im Jahr 1838 gab er die Zeitung Le Roy Gazette heraus. Politisch schloss er sich der in den 1830er Jahren gegründeten Whig Party an. Er galt als entschiedener Gegner der Sklaverei.
Bei den Kongresswahlen des Jahres 1838 wurde Gates im 29. Wahlbezirk von New York in das US-Repräsentantenhaus in Washington, D.C. gewählt, wo er am 4. März 1839 die Nachfolge von Harvey Putnam antrat. Nach einer Wiederwahl konnte er bis zum 3. März 1843 zwei Legislaturperioden im Kongress absolvieren. Die Zeit ab 1841 war von den Spannungen zwischen Präsident John Tyler und den Whigs geprägt. Außerdem wurde damals bereits über eine mögliche Annexion der seit 1836 von Mexiko unabhängigen Republik Texas diskutiert.
Im Jahr 1842 wurde Gates nicht wiedergewählt. Nach seiner Zeit im US-Repräsentantenhaus praktizierte er als Anwalt in Warsaw. Außerdem wurde er in verschiedenen Industriebranchen wie dem Holzhandel und dem Eisenwarengeschäft tätig. In den 1840er Jahren schloss er sich der Free Soil Party an und bewarb sich für diese im Jahr 1848 erfolglos um das Amt des Vizegouverneurs von New York. Zwischen 1851 und 1865 war er Sekretär der Versicherungsgesellschaft Wyoming County Insurance Co. Außerdem fungierte er von 1861 bis 1870 als Posthalter in Warsaw. Schließlich wurde er 1872 Vizepräsident der Genesee County Pioneer Association. Seth Gates starb am 24. August 1877 in Warsaw, wo er auch beigesetzt wurde.